# Голям-Извор (Разградская область)
Голям-Извор (болг. Голям извор) — село в Болгарии. Находится в Разградской области, входит в общину Самуил. Население составляет 424 человека.

## Политическая ситуация
В местном кметстве Голям-Извор, в состав которого входит Голям-Извор, должность кмета (старосты) исполняет Радослав Иванов Русанов (Болгарская социалистическая партия (БСП)) по результатам выборов.
Кмет (мэр) общины Самуил — Бейтула Сали Мюмюн (коалиция партий: Движение за права и свободы (ДПС), Земледельческий народный союз (ЗНС), национальное движение «Симеон Второй» (НДСВ)) по результатам выборов.